# A Ház
A Ház építészeti és művészeti folyóirat volt, ami 1908 és 1911 között jelent meg Málnai Béla szerkesztésében. A folyóirat erős szecessziós-posztimpresszionista jellegű volt. Az első szám Lechner Ödön művészetével foglalkozott, valamint Malonyai Dezső saját írásán keresztül bemutatta saját, Lajta Béla tervezte villáját. A címlapot és az iniciálékat Kozma Lajos rajzolta. A legújabb építészeti törekvések (Kós Károly és munkatársai, Lajta Béla, Vágó József és Vágó László stb.) mellett a lap bemutatta a KÉVE kiállításait, foglalkozott hazai és külföldi művészeti eseményekkel is.
A lap közvetlen munkatársai Székely Dezső és Kozma Lajos voltak, a gyakori közreműködők között Lázár Béla, Lehel Ferenc, Bálint Aladár, Gerő Ödön, Gulácsy Lajos, Vágó József neveit találjuk. A lap kiadását Málnai 1911-ben beszüntette.